# Матті Нюкянен
Матті Енсіо Нюкянен (фін. Matti Ensio Nykänen; 17 липня 1963, Ювяскюля, Фінляндія — 4 лютого 2019) — фінський стрибун з трампліна на лижах, чотириразовий олімпійський чемпіон (1984 — з 90 м трампліну, 1988 — з 70, 90 м і в командних змаганнях), срібний призер Олімпійських ігор 1984 року в стрибках з 70-метрового трампліну, 4-кратний (в тому числі наймолодший в історії) чемпіон світу (1982, 1985, 1987, 1989), дворазовий переможець "Турне чотирьох трамплінів " (1983, 1988).

## Біографія

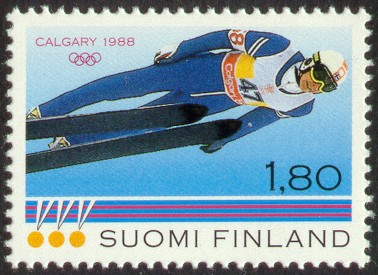
Нюкянен на марці Фінляндії після перемоги на Олімпіаді в Калгарі, 1988

Вперше здійснив стрибок з трампліну на лижах в 1973 році. Серйозно займатися стрибками з трампліну Матті почав вже в 12 років. У найвдаліші зими він здійснював до 2000 тренувальних стрибків. У 1976 році вперше стрибнув з P60 великого трампліну Лааявуорі (фін. Laajavuoren hyppyrimäki). У 1978 році стрибнув з P90 трампліну Лааявуорі. У 1979 році в 15 років стрибнув з великого трампліна Салпаусселькя в Лахті .
У 1980-і роки в стрибках з трампліну домінували Матті Нюкянен і Йенс Вайсфлог з НДР . На зимових Олімпійських іграх 1984 року в Сараєво Нюкянен завоював дві медалі: золоту та срібну.
Матті Нюкянен — один з літаючих фінів.
Кращий спортсмен року в Фінляндії в 1985 і 1988 роках.

## Особисте життя
Матті одружувався п'ять разів. Його дружини:
- Тііна Хассіінен 1986—1988
- Піа Хюннінен 1989—1991
- Сарі Паанала 1996—1998
- Мерві Тапола 2001—2003 і 2004—2010[10]

У 2004 році був умовно засуджений на чотири місяці за побої і загрози з використанням ножа на адресу своєї четвертої дружини Мерві Тапола. У тому ж 2004 році суд фінського міста Тампере засудив екс-спортсмена до двох років і двох місяців тюремного ув'язнення за напад при обтяжених обставинах. Тоді Нюкянен був заарештований після того, як в стані алкогольного сп'яніння накинувся на одного зі своїх знайомих з ножем і завдав йому удар в спину.
24 серпня 2010 року фінський суд засудив Матті Нюкянен до року і чотирьох місяців в'язниці за замах на вбивство дружини — в кінці грудня 2009 року він кілька разів ударив її ножем
Крім реального терміну, його засудили до штрафу в розмірі 6,6 тисячі євро, гроші відійдуть дружині Нюканен в якості компенсації.